# Indigofera carlesi
Indigofera carlesi är en ärtväxtart som beskrevs av William Grant Craib. Indigofera carlesi ingår i släktet indigosläktet, och familjen ärtväxter. Inga underarter finns listade i Catalogue of Life.